# موری موتوکیو

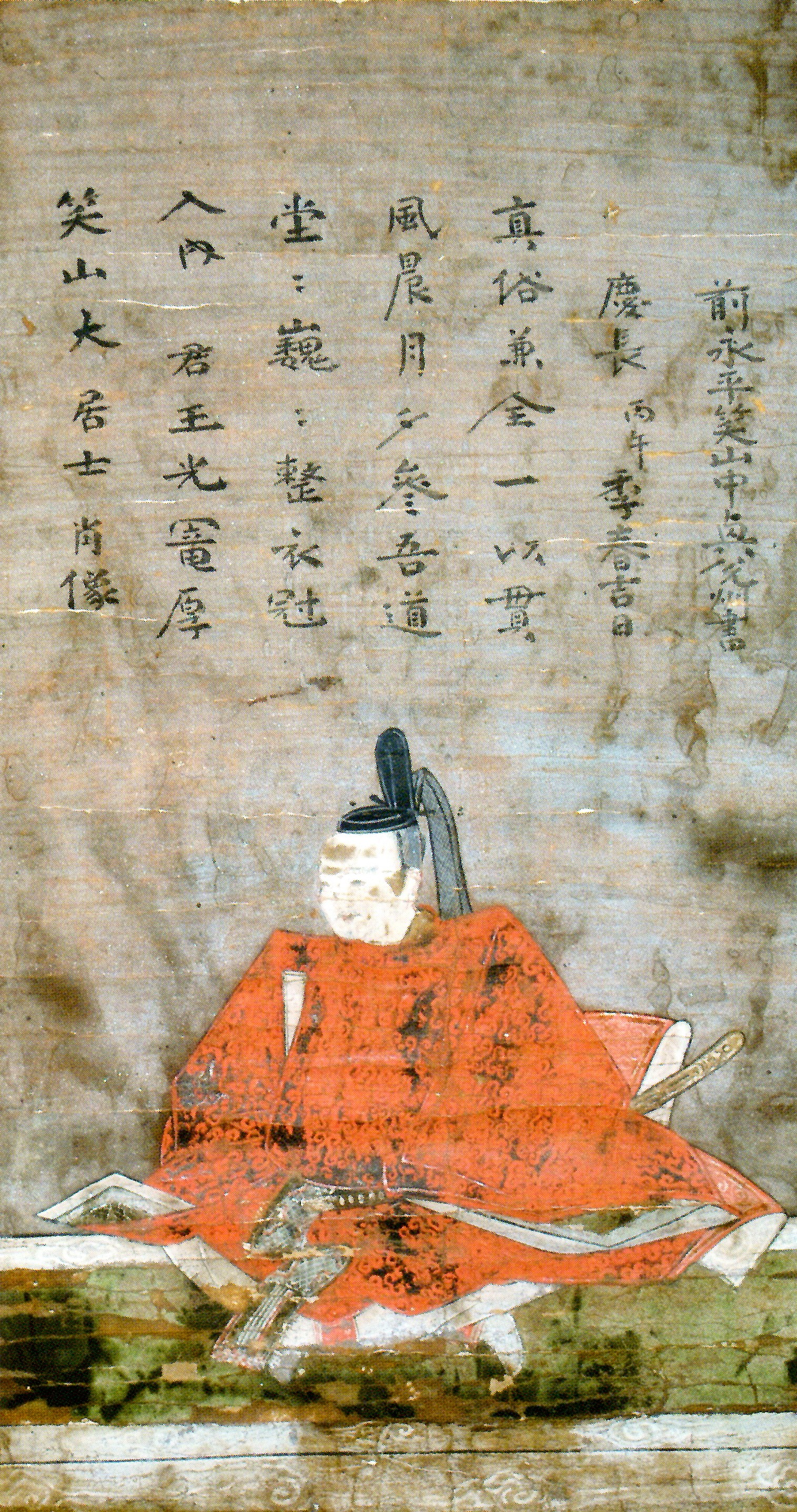
هویدا موتوکیو

موری موتوکیو (به ژاپنی: 毛利元清 Mōri Motokiyo)، همچنین شناخته شده با نام هویدا موتوکیو (به ژاپنی: 穂井田元清) (۱۵۵۱–۱۵۹۷)، چهارمین پسر موری موتوناری، یک سامورایی در دوره سنگوکو بود.

## خانواده
- پدربزرگ: موری هیروموتو (مرگ ۱۵۰۶)
- عمو: موری اوکیموتو (۱۴۹۲–۱۵۱۶)
- پدر: موری موتوناری
- مادر: نومی نو اوکاتا
- برادران:
  - موری تاکاموتو (۱۵۲۳–۱۵۶۳) - وی رهبر خاندان موری و پدر موری تروموتو بود.
  - کوبایاکاوا تاکاکاگه (۱۵۳۳–۱۵۹۷)
  - کیکاوا موتوهارو (۱۵۳۰–۱۵۸۶)
  - کوبایاکاوا هیده‌کانه (۱۵۶۶–۱۶۰۱) (وی با موتوکیو از یک مادر بودند)
- پسر
  - موری هیده‌موتو وی به فرزندخواندگی پسرعموی خود موری تروموتو، که بعد از پدرش موری تاکاموتو رهبر خاندان موری شده بود، درآمد.